# Concert du nouvel an 1966 à Vienne
Le concert du nouvel an 1966 de l'orchestre philharmonique de Vienne, qui a lieu le 1er janvier 1966, est le 26e concert du nouvel an donné au Musikverein, à Vienne, en Autriche. Il est dirigé pou la 12e fois consécutive par le chef d'orchestre autrichien Willi Boskovsky.
Johann Strauss II y est toujours le compositeur principal, mais son frère Josef est représenté avec trois pièces, et leur père Johann présente pour la première fois une seconde œuvre en plus de sa célèbre Marche de Radetzky qui clôt le concert. Par ailleurs, Joseph Lanner fait son retour dans le répertoire.
Seules deux pièces sur les dix-neuf au total sont jouées pour la première fois au concert du nouvel an.

## Programme
Les pièces suivies d'un astérisque (*) sont jouées pour la première fois.

### Première partie
1. Johann Strauss II : ouverture de l'opérette Der Zigeunerbaron
2. Johann Strauss II : Carnevals-Botschafter, valse, op. 270*
3. Johann Strauss II : Im Krapfenwald’l, polka française, op. 336
4. Johann Strauss II : Banditen-Galopp, galop, op. 378
5. Johann Strauss II : Stadt und Land, polka-mazurka, op. 322
6. Josef Strauss : Jokey-Polka, polka rapide, op. 278
7. Johann Strauss II : Künstlerleben, valse, op. 316

### Deuxième partie
1. Johann Strauss II : ouverture de l'opérette Das Spitzentuch der Königin
2. Josef Strauss : Aquarellen, valse, op. 258
3. Johann Strauss II : Annen-Polka, polka, op. 117
4. Josef Strauss : Ohne Sorgen, polka rapide, op. 271
5. Johann Strauss : Sperl-Galopp, galop, op. 42*
6. Joseph Lanner : Hofballtänze, valse, op. 161
7. Johann Strauss II : Vergnügungszug, polka rapide, op. 281
8. Johann Strauss II : Neue Pizzicato-Polka, polka, op. 449
9. Johann Strauss II : Unter Donner und Blitz, polka rapide, op. 324

### Rappels
1. Josef Strauss : Auf Ferienreisen, polka rapide, op. 133
2. Johann Strauss II : Le Beau Danube bleu, valse, op. 314
3. Johann Strauss : Marche de Radetzky, marche, op. 228